# Егон Брънсуик
Егон Брънсуик (на немски: Egon Brunswik) е австрийски и американски психолог, известен с приносите си за функционализма и историята на психологията.

## Биография
Роден е на 18 март 1903 година в Будапеща, Австро-Унгария. Завършва Theresianische Akademie, обучава се по математика, наука, класика и история през 1921 г. Става студент по психология във Виенския университет, където става асистент в Психологическия институт на Карл Бюлер (колеги на Брънсуик там са Пол Лазарсфелд и Конрад Лоренц) и получава дипломата си през 1927 г.
Основава първата психологическа лаборатория в Турция, докато е гостуващ лектор в Анкара през 1931 – 1932 г. Брънсуик среща Едуард Толман във Виена през 1933 г., а през 1935 – 1936 чрез стипендия Рокфелер успява да го посети в Калифорнийския университет в Бъркли. Той остава в Бъркли, където е асистент-професор по психология през 1937 и професор през 1947 г.
През 1937 г. се оженва за Елзе Френкел-Брънсуик, която е известна като психоаналитично ориентиран психолог и изследовател на авторитарната личност.
Умира на 7 юли 1955 година в Бъркли на 52-годишна възраст.